# Tétange
Tétange (luxembourgeois : Téiteng, allemand : Tetingen) est une section de la commune luxembourgeoise de Kayl située dans le canton d'Esch-sur-Alzette.
La localité de Tétange compte environ 3 000 habitants.